# Bayer 04 Leverkusen Fußball 2018-2019
Questa voce raccoglie le informazioni riguardanti il Bayer 04 Leverkusen Fußball nelle competizioni ufficiali della stagione 2018-2019.

## Stagione
Nella stagione 2018-2019 il Bayer Leverkusen, allenato da Peter Bosz, concluse il campionato di Bundesliga al 4º posto. In coppa di Germania il Bayer Leverkusen fu eliminato agli ottavi di finale dall'Heidenheim. In Europa League il Bayer Leverkusen fu eliminato ai sedicesimi di finale dal Krasnodar.

## Maglie e sponsor
Lo sponsor tecnico, per la stagione 2018-2019, è Jako, mentre il main sponsor, per il secondo anno consecutivo, è Barmenia Versicherung, marchio dell'omonimo gruppo assicurativo indipendente; lo sleeve sponsor è Kieser Training, azienda svizzera specializzata in attrezzature di allenamento sportivo.
| Casa | Trasferta | Terza Divisa |

## Rosa
| N. |                      | Ruolo | Calciatore            |
| -- | -------------------- | ----- | --------------------- |
| 1  | Finlandia (bandiera) | P     | Lukáš Hrádecký        |
| 3  | Grecia (bandiera)    | D     | Panagiōtīs Retsos     |
| 4  | Germania (bandiera)  | D     | Jonathan Tah          |
| 5  | Germania (bandiera)  | D     | Sven Bender           |
| 6  | Austria (bandiera)   | D     | Aleksandar Dragović   |
| 7  | Brasile (bandiera)   | A     | Paulinho              |
| 8  | Germania (bandiera)  | C     | Lars Bender           |
| 9  | Giamaica (bandiera)  | A     | Leon Bailey           |
| 10 | Germania (bandiera)  | C     | Julian Brandt         |
| 11 | Svezia (bandiera)    | A     | Isaac Kiese Thelin    |
| 13 | Argentina (bandiera) | A     | Lucas Alario          |
| 15 | Austria (bandiera)   | C     | Julian Baumgartlinger |
| 16 | Croazia (bandiera)   | D     | Tin Jedvaj            |

| N. |                      | Ruolo | Calciatore          |  |
| -- | -------------------- | ----- | ------------------- |  |
| 17 | Finlandia (bandiera) | A     | Joel Pohjanpalo     |  |
| 18 | Brasile (bandiera)   | D     | Wendell             |  |
| 20 | Cile (bandiera)      | C     | Charles Aránguiz    |  |
| 21 | Germania (bandiera)  | C     | Dominik Kohr        |  |
| 23 | Germania (bandiera)  | C     | Mitchell Weiser     |  |
| 24 | Germania (bandiera)  | P     | Thorsten Kirschbaum |  |
| 28 | Austria (bandiera)   | P     | Ramazan Özcan       |  |
| 29 | Germania (bandiera)  | C     | Kai Havertz         |  |
| 30 | Germania (bandiera)  | C     | Sam Schreck         |  |
| 31 | Germania (bandiera)  | A     | Kevin Volland       |  |
| 32 | Polonia (bandiera)   | C     | Jakub Bednarczyk    |  |
| 38 | Germania (bandiera)  | C     | Karim Bellarabi     |  |
| 48 | Polonia (bandiera)   | C     | Maivele Delicà      |  |

## Organigramma societario
Area tecnica
- Allenatore: Peter Bosz
- Allenatore in seconda: Marcel Daum, Hendrie Krüzen, Nico Schneck, Xaver Zembrod
- Preparatore dei portieri: David Thiel
- Preparatori atletici: Schahriar Bigdeli, Daniel Jouvin, Terry Peters

## Calciomercato
| Arrivi | Arrivi | Arrivi | Arrivi   |
| R.     | Nome   | da     | Modalità |
| ------ | ------ | ------ | -------- |

| Partenze | Partenze | Partenze | Partenze |
| R.       | Nome     | a        | Modalità |
| -------- | -------- | -------- | -------- |

## Risultati

### Bundesliga

#### Girone di andata
| Arbitro: | Dingert |

|                                |           |  |
| Hofmann 55’ (rig.) Johnson 58’ | Marcatori |  |

| Arbitro: | Jablonski |

|            |           |                                           |
| Bailey 24’ | Marcatori | 36’ (aut.) Özcan 55’ Weghorst 60’ Steffen |

| Arbitro: | Welz |

|                                      |           |                   |
| Tolisso 10’ Robben 19’ Rodríguez 89’ | Marcatori | 5’ (rig.) Wendell |

| Arbitro: | Fritz |

|             |           |  |
| Havertz 62’ | Marcatori |  |

| Arbitro: | Gräfe |

|                     |           |                  |
| Hennings 90’ (rig.) | Marcatori | 50’, 60’ Volland |

| Arbitro: | Brych |

|                   |           |                                      |
| Weiser 9’ Tah 39’ | Marcatori | 65’ Larsen 69’ Reus 85’, 90’ Alcácer |

| Friburgo in Brisgovia 7 ottobre 2018, ore 13:30 CEST 7ª giornata | Friburgo | 0 – 0 referto | Bayer Leverkusen | Schwarzwald-Stadion (23.800 spett.)\| Arbitro: \| Dankert \| |
| Arbitro:                                                         | Dankert  |               |                  |                                                              |

| Arbitro: | Ittrich |

|                          |           |                        |
| Bender 34’ Bellarabi 90’ | Marcatori | 25’ Muslija 54’ Felipe |

| Arbitro: | Fritz |

|                       |           |                                                                   |
| Pizarro 60’ Ōsako 62’ | Marcatori | 8’ Volland 38’ Brandt 45’ Bellarabi 67’, 77’ Havertz 72’ Dragović |

| Arbitro: | Stieler |

|               |           |                                                |
| Bellarabi 30’ | Marcatori | 19’ Nelson 34’, 73’ Joelinton 49’ (rig.) Grifo |

| Arbitro: | Petersen |

|                                  |           |  |
| Poulsen 27’, 85’ Klostermann 68’ | Marcatori |  |

| Arbitro: | Schröder |

|                  |           |  |
| Volland 76’, 83’ | Marcatori |  |

| Arbitro: | Steinhaus |

|                 |           |             |
| Margreitter 56’ | Marcatori | 30’ Havertz |

| Arbitro: | Dankert |

|            |           |  |
| Alario 75’ | Marcatori |  |

| Arbitro: | Brych |

|                      |           |               |
| Costa 28’ Kostić 57’ | Marcatori | 65’ Bellarabi |

| Arbitro: | Aytekin |

|            |           |                         |
| Wright 45’ | Marcatori | 26’ Dragović 35’ Alario |

| Arbitro: | Stieler |

|                             |           |                 |
| Volland 5’ Havertz 23’, 49’ | Marcatori | 26’ Torunarigha |

#### Girone di ritorno
| Arbitro: | Siebert |

|  |           |          |
|  | Marcatori | 37’ Pléa |

| Arbitro: | Zwayer |

|  |           |                                           |
|  | Marcatori | 45’ (rig.) Havertz 62’ Volland 88’ Brandt |

| Arbitro: | Stieler |

|                                   |           |              |
| Bailey 53’ Volland 63’ Alario 87’ | Marcatori | 41’ Goretzka |

| Arbitro: | Schröder |

|            |           |                                                      |
| Quaison 9’ | Marcatori | 5’ Wendell 19’ Havertz 30’, 64’ Brandt 43’ Bellarabi |

| Arbitro: | Schmidt |

|                        |           |  |
| Havertz 18’ Bailey 66’ | Marcatori |  |

| Arbitro: | Dingert |

|                                  |           |                     |
| Zagadou 30’ Sancho 38’ Götze 60’ | Marcatori | 37’ Volland 75’ Tah |

| Arbitro: | Winkmann |

|                        |           |  |
| Aránguiz 4’ Bailey 73’ | Marcatori |  |

| Arbitro: | Storks |

|                                |           |                              |
| Jonathas 51’ Weiser 73’ (aut.) | Marcatori | 13’, 28’ Volland 87’ Havertz |

| Arbitro: | Aytekin |

|            |           |                            |
| Bailey 75’ | Marcatori | 13’, 90’ Kruse 37’ Rashica |

| Arbitro: | Osmers |

|                                                  |           |             |
| Belfodil 10’, 61’ Bender 51’ (aut.) Kramarić 79’ | Marcatori | 17’ Volland |

| Arbitro: | Welz |

|                         |           |                                                       |
| Havertz 11’ (rig.), 23’ | Marcatori | 17’ Sabitzer 64’ Werner 72’ (rig.) Forsberg 83’ Cunha |

| Arbitro: | Stieler |

|  |           |                    |
|  | Marcatori | 64’ (rig.) Havertz |

| Arbitro: | Winkmann |

|                        |           |  |
| Alario 61’ Volland 86’ | Marcatori |  |

| Arbitro: | Willenborg |

|           |           |                                            |
| Danso 12’ | Marcatori | 15’ Volland 48’ Havertz 60’ Tah 88’ Brandt |

| Arbitro: | Hartmann |

|                                                                           |           |            |
| Havertz 2’ Brandt 13’ Alario 23’, 34’ Aránguiz 28’ Hinteregger 36’ (aut.) | Marcatori | 14’ Kostić |

| Arbitro: | Aytekin |

|             |           |                 |
| Havertz 31’ | Marcatori | 47’ Burgstaller |

| Arbitro: | Fritz |

|            |           |                                             |
| Lazaro 34’ | Marcatori | 28’ Havertz 38’, 72’, 88’ Alario 54’ Brandt |

### Coppa di Germania
| Arbitro: | Willenborg |

|  |           |                   |
|  | Marcatori | 26’ (rig.) Alario |

| Arbitro: | Welz |

|  |           |                                                     |
|  | Marcatori | 5’ Brandt 45’ Jedvaj 67’, 74’ Bellarabi 80’ Volland |

| Arbitro: | Hartmann |

|                          |           |            |
| Dovedan 47’ Multhaup 72’ | Marcatori | 44’ Brandt |

### Europa League
| Arbitro: | Mazzoleni |

|                          |           |                             |
| Keșerü 8’ Marcelinho 31’ | Marcatori | 38’, 69’ Havertz 63’ Thelin |

| Arbitro: | Aranovskiy |

|                                        |           |                           |
| Havertz 44’ Alario 49’, 88’ Brandt 90’ | Marcatori | 25’ Tričkovski 90’ Raspas |

| Arbitro: | Ağayev |

|                                      |           |                    |
| Marchesano 44’ Domgjoni 59’ Odey 78’ | Marcatori | 50’, 53’ Bellarabi |

| Arbitro: | Gil |

|            |           |  |
| Jedvaj 60’ | Marcatori |  |

| Arbitro: | Higler |

|            |           |                |
| Weiser 85’ | Marcatori | 69’ Marcelinho |

| Arbitro: | Letexier |

|            |           |                                                   |
| Catalá 26’ | Marcatori | 28’, 68’ Kohr 41’ (rig.), 86’ Alario 78’ Paulinho |

| Krasnodar 14 febbraio 2019, ore 18:55 CET Sedicesimi di finale | Krasnodar | 0 – 0 referto | Bayer Leverkusen | Krasnodar Stadium (34.827 spett.)\| Arbitro: \| Massa \| |
| Arbitro:                                                       | Massa     |               |                  |                                                          |

| Arbitro: | Mažeika |

|              |           |                |
| Aránguiz 87’ | Marcatori | 84’ Suleymanov |

## Statistiche

### Statistiche di squadra
| Competizione      | Punti | In casa | In casa | In casa | In casa | In casa | In casa | In trasferta | In trasferta | In trasferta | In trasferta | In trasferta | In trasferta | Totale | Totale | Totale | Totale | Totale | Totale | DR  |
| Competizione      | Punti | G       | V       | N       | P       | Gf      | Gs      | G            | V            | N            | P            | Gf           | Gs           | G      | V      | N      | P      | Gf     | Gs     | DR  |
| ----------------- | ----- | ------- | ------- | ------- | ------- | ------- | ------- | ------------ | ------------ | ------------ | ------------ | ------------ | ------------ | ------ | ------ | ------ | ------ | ------ | ------ | --- |
| Bundesliga        | 58    | 17      | 9       | 2       | 6       | 32      | 25      | 17           | 9            | 2            | 6            | 37           | 27           | 34     | 18     | 4      | 12     | 69     | 52     | +17 |
| Coppa di Germania | -     | 0       | 0       | 0       | 0       | 0       | 0       | 3            | 2            | 0            | 1            | 7            | 2            | 3      | 2      | 0      | 1      | 7      | 2      | +5  |
| Europa League     | -     | 4       | 2       | 2       | 0       | 7       | 4       | 4            | 2            | 1            | 1            | 10           | 6            | 8      | 4      | 3      | 1      | 17     | 10     | +7  |
| Totale            | -     | 21      | 11      | 4       | 6       | 39      | 29      | 24           | 13           | 3            | 8            | 54           | 35           | 45     | 24     | 7      | 14     | 93     | 64     | +29 |

### Andamento in campionato
| Giornata  | 1  | 2  | 3  | 4  | 5  | 6  | 7  | 8  | 9  | 10 | 11 | 12 | 13 | 14 | 15 | 16 | 17 | 18 | 19 | 20 | 21 | 22 | 23 | 24 | 25 | 26 | 27 | 28 | 29 | 30 | 31 | 32 | 33 | 34 |
| --------- | -- | -- | -- | -- | -- | -- | -- | -- | -- | -- | -- | -- | -- | -- | -- | -- | -- | -- | -- | -- | -- | -- | -- | -- | -- | -- | -- | -- | -- | -- | -- | -- | -- | -- |
| Luogo     | T  | C  | T  | C  | T  | C  | T  | C  | T  | C  | T  | C  | T  | C  | T  | T  | C  | C  | T  | C  | T  | C  | T  | C  | T  | C  | T  | C  | T  | C  | T  | C  | C  | T  |
| Risultato | P  | P  | P  | V  | V  | P  | N  | N  | V  | P  | P  | V  | N  | V  | P  | V  | V  | P  | V  | V  | V  | V  | P  | V  | V  | P  | P  | P  | V  | V  | V  | V  | N  | V  |
| Posizione | 16 | 16 | 18 | 15 | 11 | 14 | 14 | 13 | 12 | 13 | 13 | 12 | 11 | 11 | 11 | 10 | 9  | 10 | 9  | 7  | 6  | 5  | 7  | 6  | 6  | 6  | 7  | 9  | 8  | 7  | 6  | 5  | 5  | 4  |

Legenda:

Luogo: C = Casa; T = Trasferta. Risultato: V = Vittoria; N = Pareggio; P = Sconfitta.

### Statistiche dei giocatori
| Giocatore         | Bundesliga | Bundesliga | Bundesliga  | Bundesliga | Coppa di Germania | Coppa di Germania | Coppa di Germania | Coppa di Germania | Europa League | Europa League | Europa League | Europa League | Totale   | Totale | Totale      | Totale     |
| Giocatore         | Presenze   | Reti       | Ammonizioni | Espulsioni | Presenze          | Reti              | Ammonizioni       | Espulsioni        | Presenze      | Reti          | Ammonizioni   | Espulsioni    | Presenze | Reti   | Ammonizioni | Espulsioni |
| ----------------- | ---------- | ---------- | ----------- | ---------- | ----------------- | ----------------- | ----------------- | ----------------- | ------------- | ------------- | ------------- | ------------- | -------- | ------ | ----------- | ---------- |
| L. Hrádecký       | 32         | 0          | 1           | 0          | 2                 | 0                 | 0                 | 0                 | 6             | 0             | 0             | 0             | 40       | 0      | 1           | 0          |
| T. Kirschbaum     | -          | -          | -           | -          | -                 | -                 | -                 | -                 | 1             | 0             | 0             | 0             | 1        | 0      | 0           | 0          |
| R. Özcan          | 2          | 0          | 0           | 0          | 1                 | 0                 | 0                 | 0                 | 1             | 0             | 0             | 0             | 4        | 0      | 0           | 0          |
| S. Bender         | 27         | 0          | 3           | 0          | 2                 | 0                 | 0                 | 0                 | 3             | 0             | 1             | 0             | 32       | 0      | 4           | 0          |
| J. Boller         | -          | -          | -           | -          | -                 | -                 | -                 | -                 | -             | -             | -             | -             | -        | -      | -           | -          |
| A. Dragović       | 18         | 2          | 4           | 0          | 2                 | 0                 | 1                 | 0                 | 8             | 0             | 3             | 0             | 28       | 2      | 8           | 0          |
| T. Jedvaj         | 16         | 0          | 3           | 0          | 2                 | 1                 | 1                 | 0                 | 3             | 1             | 0             | 0             | 21       | 2      | 4           | 0          |
| P. Retsos         | -          | -          | -           | -          | -                 | -                 | -                 | -                 | 1             | 0             | 0             | 0             | 1        | 0      | 0           | 0          |
| J. Tah            | 33         | 3          | 3           | 0          | 2                 | 0                 | 0                 | 0                 | 3             | 0             | 0             | 0             | 38       | 3      | 3           | 0          |
| Wendell           | 28         | 2          | 5           | 0          | 3                 | 0                 | 2                 | 0                 | 8             | 0             | 1             | 0             | 39       | 2      | 8           | 0          |
| C. Aránguiz       | 24         | 2          | 3           | 0          | 1                 | 0                 | 0                 | 0                 | 4             | 1             | 0             | 0             | 29       | 3      | 3           | 0          |
| J. Baumgartlinger | 21         | 0          | 2           | 0          | 2                 | 0                 | 1                 | 0                 | 4             | 0             | 1             | 0             | 27       | 0      | 4           | 0          |
| K. Bellarabi      | 19         | 5          | 4           | 1          | 2                 | 2                 | 0                 | 0                 | 3             | 2             | 1             | 0             | 24       | 9      | 5           | 1          |
| L. Bender         | 20         | 1          | 2           | 0          | 2                 | 0                 | 1                 | 0                 | 5             | 0             | 2             | 0             | 27       | 1      | 5           | 0          |
| J. Brandt         | 33         | 7          | 0           | 0          | 3                 | 2                 | 0                 | 0                 | 7             | 1             | 0             | 0             | 43       | 10     | 0           | 0          |
| K. Havertz        | 34         | 17         | 2           | 0          | 2                 | 0                 | 0                 | 0                 | 6             | 3             | 0             | 0             | 42       | 20     | 2           | 0          |
| D. Kohr           | 18         | 0          | 4           | 0          | 2                 | 0                 | 0                 | 0                 | 5             | 2             | 3             | 0             | 25       | 2      | 7           | 0          |
| S. Schreck        | -          | -          | -           | -          | -                 | -                 | -                 | -                 | 2             | 0             | 0             | 0             | 2        | 0      | 0           | 0          |
| A. Stanilewicz    | -          | -          | -           | -          | -                 | -                 | -                 | -                 | 1             | 0             | 0             | 0             | 1        | 0      | 0           | 0          |
| M. Weiser         | 30         | 1          | 3           | 0          | 3                 | 0                 | 0                 | 0                 | 8             | 1             | 2             | 0             | 41       | 2      | 5           | 0          |
| L. Alario         | 27         | 9          | 1           | 0          | 2                 | 1                 | 0                 | 0                 | 7             | 4             | 0             | 0             | 36       | 14     | 1           | 0          |
| L. Bailey         | 29         | 5          | 4           | 0          | 2                 | 0                 | 0                 | 0                 | 8             | 0             | 1             | 0             | 39       | 5      | 5           | 0          |
| H. Bukusu         | -          | -          | -           | -          | -                 | -                 | -                 | -                 | -             | -             | -             | -             | -        | -      | -           | -          |
| I. Thelin         | 6          | 0          | 1           | 0          | 2                 | 0                 | 1                 | 0                 | 6             | 1             | 2             | 0             | 14       | 1      | 4           | 0          |
| Paulinho          | 15         | 0          | 0           | 0          | 2                 | 0                 | 0                 | 0                 | 4             | 1             | 0             | 0             | 21       | 1      | 0           | 0          |
| J. Pohjanpalo     | -          | -          | -           | -          | -                 | -                 | -                 | -                 | -             | -             | -             | -             | -        | -      | -           | -          |
| K. Volland        | 34         | 14         | 4           | 0          | 3                 | 1                 | 0                 | 0                 | 5             | 0             | 1             | 0             | 42       | 15     | 5           | 0          |
| B. Henrichs       | 1          | 0          | 1           | 0          | -                 | -                 | -                 | -                 | -             | -             | -             | -             | 1        | 0      | 1           | 0          |
| J. Bednarczyk     | -          | -          | -           | -          | -                 | -                 | -                 | -                 | 1             | 0             | 1             | 0             | 1        | 0      | 1           | 0          |